# Аеродром Истанбул-Ататурк
Међународни аеродром Ататурк  (бивши Међународни аеродром Јешиликој) (: , : ) (тур. Atatürk Uluslararası Havalimanı) је главни међународни аеродром у Истанбулу, највећем граду Турске. Смештен је 24 км западно од центра Истанбула. Аеродром се налази у Јешеликој, на европској страни града. Аеродром је добио име у част Мустафе Кемала Ататурка, оснивача и првог председника модерне Турске Републике. Са путничким саобраћајем од 28,5 милиона путника у 2008. години, налазио се међу 40 највећих аеродрома на свету у погледу укупног путничког саобраћаја и међу 35 највећих у односну на укупни међународни путнички саобраћај. Десети је по велечини аеродром у Европи.

## Авио-компаније и одредишта
Следеће авио-компаније користе Аеродром Ататурк (подаци из новембра 2009):

### Терминал А - Домаћи
- АтласЏет (Анталија, Бодрум, Измир)
- Онур ер (Адана, Анталија, Бодрум, Газијантеп, Дијарбакир, Даламан, Ерзурум, Измир, Кајсери, Коња, Малатја, Мардин
- Пегасус ерлајнс
  - летове обавља ИЗер (Измир)
- Теркиш ерлајнс (Агри, Адана, Адијаман, Анкара, Анталија, Батман, Бодрум, Ван, Газиантеп, Даламан, Денизли, Дијарбакир, Елазиг, Ерзинцан, Ерзурум, Ескипехир, Испарта, Измир, Кајсери, Карс, Кахраманмараш, Коња, Малатја, Мардин, Мерзифон, Муш, Невшехир, Самсун, Сивас, Синоп, Трабзон, Ушак, Хатај, Чанакале, Шанлијурфа

### Терминал Б - Међународни
- Адрија ервејз (Љубљана)
- Аеросвит (Кијев-Бориспил)
- Аерофлот (Москва-Шереметјево)
- Азербејџан ерлајнс (Баку)
- Албанијан ерлајнс (Тирана)
- Алиталија (Рим-Леонардо да Винчи, Торино [од 15. децембра 2009.])
  - Алиталија летове обавља Ер уан (Милано-Малпенса)
- Ариана Афган ерлајнс (Кабул)
- Армавија (Јереван)
- Атласџет (Ербил, Ерцан, Јереван, Приштина, Сулаиманијах, Техеран-Имам Хомеини)
- Белавија (Минск)
- Б&Х ерлајнс (Мостар, Сарајево)
- Блу вингс (Баден, Берлин-Тегел, Диселдорф)
- Бритиш ервејз (Лондон-Хитроу)
- Булгарија ер (Софија)
- Бурак ер (Триполи)
- Галф ер (Бахрејн)
- Делта ер лајнс (Њујорк-ЏФК)
- Днипроавија (Дњепропетровск)
- Донавиа (Ростов на Дон)
- ДонбасАеро (Доњетск, Одеса, Симферепољ)
- Егијан ерлајнс (Атина)
- ЕгипатЕр (Каиро)
- Емирати (Дубаи)
- Ер Алжир (Алжир)
- Ер Астана (Алмати, Атирау)
- ерБалтик (Рига)
- ЕрВолга (Налчик)
- Ер Малта (Малта)
- Ер Молдова (Кишињев)
- Ер Франс (Париз-Шарл де Гол)
- Итихад ервејз (Абу Даби)
- Иберија ерлајнс (Мадрид)
- Ираки ервејз (Багдад)
- Иран ер (Табриз, Техеран-Имам Хомеини)
- Ер Србија (Београд-Никола Тесла, Морава Краљево)
- Каспијан ерлајнс (Техеран)
- Катар ервејз (Доха)
- Киш ер (Техеран)
- КЛМ (Амстердам)
- Коријан ер (Сеул-Инчеон)
- Корендон ерлајнс (Амстердам, Техеран-Имам Хомеини)
- Кубан ерлајнс (Краснодар)
- Либијан ерлајнс (Бенгази, Триполи)
- ЛОТ Полиш ерлајнс (Варшава)
- Луфтханза (Минхен, Франкфурт)
- Малезија ерлајнс (Куала Лумпур)
- Малев (Будимпешта)
- Махан ер (Техеран-Имам Хомеини)
- Мидл Ист ерлајнс (Бејрут)
- Мотор Сич ерлајнс (Запорожје)
- Олимпик ер (Атина, Солун)
- Онур ер (Париз-Шарл де Гол, Техеран-Имам Хомеини)
- Остријан ерлајнс (Беч)
- Пакистан интернашонал ерлајнс (Амстердам, Исламабад)
- Полет ерлајнс (Воронеж)
- Ред веингс ерлајнс (Москва-Внуково)
- Ројал ер Марок (Касабланка)
- Ројал Јордејнијан ерлајнс (Аман)
- Росија (Санкт Петербург)
- Сајпрус Теркиш ерлајнс (Ерцан)
- Сауди Арабијан ерлајнс (Ријад, Мадина, Џедах)
- Свис Интернашонал ерлајнс (Цирих)
- Сингапур ерлајнс (Дубаи, Сингапур)
- СкајЕкспрес (Москва-Внуково)
- Скандинејвијан ерлајнс систем (Стокхолм-Арланда)
- СКАТ (Актау)
- Табан ерлајнс (Машад, Техеран-Имам Хомеини)
- ТАРОМ (Букурешт-Отопени)
- Тартарстан ерлајнс (Казан)
- Таџикистан ерлајнс (Душанбе)
- Тејлвинд ерлајнс (Диселдорф)
- Тунисер (Тунис)
- Теркиш ерлајнс (Абу Даби, Адис Абеба, Алепо, Алжир, Алмати, Аман, Амстердам, Астана, Атина, Ашгабат, Багдад, Баку, Бангкок-Суварнабуми, Барселона, Базел/Милуз, Бахрејн, Бејрут, Бенгази, Београд-Никола Тесла, Берлин-Тегел, Беч, Бирмигем, Бишкек, Брисел, Будимпешта, Букурешт-Отопени, Варшава, Венеција-Марко Поло, Гетебург-Ландветер, Даблин, Дакар, Дамаск, Делхи, Диселдорф, Дњепропетровск, Доњетск, Доха, Дубаи, Душнабе, Екатеринбург, Женева, Загреб, Јоханезбург, Казан, Каиро, Карачи, Картум, Касабланка, Кејптаун, Келн/Бон, Кијев-Бориспил, Кишињев, Копенхаген, Кувајт, Лавов, Лагос, Лион, Лисабон, Лондон-Хитроу, Лондон-Станстед, Љубљана, Мадина, Мадрид, Манчестер, Маскат, Машад, Милано-Малпенса, Минск, Минхен, Москва-Шереметјево, Мумбаи, Наироби, Нирнбург, Ница, Њујорк-ЏФК, Одеса, Осака-Кансај, Осло-Гардермоен, Париз-Шарл де Гол, Пекинг-Капитал, Праг, Приштина, Ријад, Рига, Рим-Леонардо да Винчи, Ростов на Дон, Сана, Санкт Петербург, Сао Пауло-Гуарулохос, Сарајево, Сеул-Инчеон, Симферопољ, Сингапур, Скопље, Софија, Стокхолм-Арланда, Табриз, Ташкент, Тбилиси, Тел Авив, Техеран-Имам Хомеини, Тирана, Токио-Нарита, Торонто-Пирсон, Триполи, Тунис, Уфа, Франкфурт, Хамбург, Хановер, Хелсинки, Хонгконг, Цирих, Чикаго-О'Хара, Џакарта-Соекарно-Хата, Џедах, Шангај-Пудонг, Штутгарт)
- Туркменистан ерлајнс (Ашгабат)
- Туркуаз ерлајнс (Штутгарт)
- Узбекистан ерлајнс (Ташкент)
- Финер (Хелсинки)
- ЧСА (Праг)
- Џерманвингс (Берлин-Шенефелд [сезонски], Дортмунд [сезонски], Келн/Бон, Хамбург [сезонски], Штутгарт [од 10. фебруар 2010.]

## Архитектура
Архитекта овог дела је Ебру Канташи Мерт (тур. Еbru Каntaşı Меrt). Рођена 1969. године у Истанбулу. Студирала је на техничком универзитету у свом родном граду. Израда пројекта Ататурк аеродрома је трајала 22 месеца, што је најбоље светско време. Урађени су терминали, комплетан терен, gate постројења као и објекти за паркирање. Укупна површина за иградњу је била 900 000 м².